# Vietri di Potenza
Vietri di Potenza község (comune) Olaszország Basilicata régiójában, Potenza megyében.

## Fekvése
A megye nyugati részén fekszik. Határai: Balvano, Caggiano, Picerno, Romagnano al Monte, Salvitelle és Savoia di Lucania.

## Története
A település már az ókorban is létezett Campi Veteres néven. A második pun háborúban itt ölték meg Tiberius Sempronius Gracchus consult. A Nyugatrómai Birodalom bukása után megerősítették a gótok elleni védekezésképpen. A longobárdok dél-itáliai terjeszkedésével a Salernói Hercegség része lett. A 9. században többször is kifosztották szaracén portyázók. A következő századokban nemesi birtok volt. A 19. század elején, amikor a Nápolyi Királyságban felszámolták a feudalizmust, önálló község lett.

## Népessége
A népesség számának alakulása:

## Főbb látnivalói
- San Nicola di Mira-templom
- San Francesco-templom
- Santissima Annunziata-templom
- Madonna del Carmine-templom
- Madonna delle Grazie-templom
- régi városfalak és bástyák maradványai